# João de Sousa Carvalho
João de Sousa Carvalho (nacido en Estremoz el 22 de febrero de 1745 y murió en Alentejo en 1798/1800) es un compositor y docente portugués.

## Biografía
Empezó a estudiar música el 28 de octubre de 1753, cuando entró en el Colégio dos Santos Reis de Vila Viçosa. Una concesión real le permitió acudir a Italia junto con el compositor Jerónimo Francisco de Lima e inscribirse el 15 de enero de 1761 en el Conservatorio di Sant'Onofrio a Porta Capuana de Nápoles, donde estudió bajo la guía de Carlo Cotumacci. En el año 1766 debutó como compositor de ópera en Roma con La Nitteti de Pietro Metastasio. De regreso a Portugal, el 22 de noviembre de 1767 entró en la Irmandade de Santa Cecilia (una asociación de músicos) de Lisboa y en el mismo año fue nombrado profesor de contrapunto en el Seminário da Patriarcal, donde estuvo en activo desde 1769 hasta 1773 como maestro y, posteriormente, desde 1773 a 1798 como mestre de capela (maestro de capilla): entre sus alumnos se encontraban António Leal Moreira, João José Baldi y el célebre compositor de ópera Marcos António Portugal. En el año 1778 sucedió a Davide Perez en la posición de enseñante de música en la familia real portuguesa. Terminado su servicio en el Seminário da Patriarcal, se retiró en su propiedad que poseía en el Alentejo (otra que en el Algarve).
Carvalho fue el más importante compositor portugués de su generación y uno de los mejores de la historia de su país. En sus numerosas obras sagradas, basándose en el estilo de Niccolò Jommelli, hizo un uso apropiado del contrapunto y estructura la escritura melódica en los movimientos veloces. Carvalho compuso además óperas serias y cómicas, además de serenatas.

## Composiciones

### Óperas
- La Nitteti (dramma per musica, libreto de Pietro Metastasio, 1766, Roma)
- L'amore industrioso (dramma giocoso, libreto de F. Casorri, 1769, Lisboa)
- Eumene (dramma serio per musica, libreto de Apostolo Zeno, 1773, Lisboa)
- O monumento imortal (dramma, 1775, Lisboa)
- L'angelica (serenata, libreto de Pietro Metastasio, basado en el Orlando furioso de Ludovico Ariosto, 1778, Lisboa)
- Perseo (serenata, libreto de Gaetano Martinelli, 1779, Lisboa)
- Testoride argonauta (dramma, libreto de Gaetano Martinelli, 1780, Lisboa)
- Seleuco, re di Siria (dramma, libreto de Gaetano Martinelli, 1781, Lisboa)
- Everando II, re di Lituania (dramma, libreto de Gaetano Martinelli, 1782, Lisboa)
- L'Endimione (dramma per musica, libreto de Pietro Metastasio, 1783, Lisboa)
- Tomiri (dramma per musica, libreto de Gaetano Martinelli, 1783, Lisboa)
- Adrasto, re degli Argivi (dramma per musica, libreto de Gaetano Martinelli, 1784, Lisboa)
- Nettuno ed Egle (favola pastorale, 1785, Lisboa)
- Alcione (dramma per musica, libreto de Gaetano Martinelli, 1787, Lisboa)
- Numa Pompilio II, re dei romani (serenata, libreto de Gaetano Martinelli, 1789, Lisboa)

### Otras obras
- 6 misas
- 3 Te Deum
- Se a fé jurada para dos voces y tastiera
- Sonata en re mayor
- Sonatas portuguesas